# George Wood (attore 1919)
George Wood, spesso accreditato come G. Wood (Forrest City, 31 dicembre 1919 – Macon, 24 luglio 2000), è stato un attore statunitense.
È conosciuto principalmente per aver interpretato il ruolo dello psichiatra nel film Harold e Maude (1971). È uno dei pochi attori presenti tanto nel film M*A*S*H che nella serie televisiva che ne fu ricavata.

## Filmografia parziale

### Cinema
- M*A*S*H, regia di Robert Altman (1970)
- Anche gli uccelli uccidono (Brewster McCloud), regia di Robert Altman (1970)
- Harold e Maude (Harold and Maude), regia di Hal Ashby (1971)
- La rapina più pazza del mondo (Bank Shot), regia di Gower Champion (1974)
- Corda tesa (Tightrope), regia di Richard Tuggle (1984)

### Televisione
- M*A*S*H - serie TV, 3 episodi (1972)

## Doppiatori italiani
- Renato Turi in M*A*S*H
- Giulio Platone in Harold e Maude